# Секуляризація
Секуляриза́ція (фр. sécularisation, від лат. saecularis) — це вид змін у взаємовідносинах релігії з суспільством у напрямку звільнення від релігійного впливу.
Зокрема:
- Перетворення церковної і монастирської власності (головним чином, земельної) на власність світську, державну.
- Вилучення чогось із церковного відання й передання його до світського, цивільного.
- Звільнення від впливу церкви (наприклад шкільної освіти)[1].

Існує ще одне визначення «секуляризація населення». Під ним, як правило, розуміють спад релігійної практики, зниження кількості членів церкви, а також зменшення християнського впливу, християнських цінностей і певних норм.

## Сучасні теорії секуляризації
У сучасному розумінні секуляризація — це процес, унаслідок якого всі сектори суспільства, культури, різні суспільні групи та окремий індивід звільняються від релігійного світогляду та впливу. Релігія втрачає монополію на пояснення дійсності, перестає бути загальним світоглядом, який інтегрує суспільство, і вже не становить єдиного джерела цінностей, ідеалів та норм. Процес секуляризації нерідко супроводжується і релігійним відродженням, інколи й у формі крайнього традиціоналізму (наприклад ісламський фундаменталізм у країнах Сходу).
Навернення до секуляризму. Побутує думка, що цей термін має нечіткий характер, оскільки поняття секуляризації часто описується словом секуляризм.
Сьогодні існує кілька основних напрямів розуміння секуляризації. Обмежуючись світськими теоріями, можна говорити про такі умовні напрями:
1) Пошук більш релевантних сучасній дійсності концептів, що характеризували б сучасну релігійність без еволюціоністських конотацій, притаманних класичній теорії секуляризації (П. Бергер, Д. Ерв'є-Лежер, Р. Вазноу, Р. Старк, Дж. Вайгель). Ця група виникла завдяки зусиллям колишніх представників неокласичної теорії, і першим її етапом було заперечення секуляризації в тому вигляді, в якому вони розуміли її раніше. На підставі цього заперечення виникають концепції десекуляризації, контрсекуляризації, розсекуляризації тощо. Згодом прихильники заперечення неокласичної теорії почали створювати нові генеральні теорії розвитку сучасної релігійності, які не завжди мали у назві згадку про секуляризацію — наприклад, теорія плюралізації, клаптевої релігії, бріколажу тощо. Характерною властивістю цієї групи теорій є перегляд неокласичної теорії секуляризації, відмова від її базових положень і спроба обґрунтувати нові парадигми в дослідженні сучасної релігійності.
2) Намагання переосмислити неокласичну теорію секуляризації, врахувавши критику, якої вона зазнала (Д. Мартін, М. Чавес, С. Брюс, Х. Казанова, Ч. Тейлор). Каменем спотикання для класичної теорії секуляризації, що постала наприкінці XIX століття, але вкорінена була в просвітницькому раціоналізмі Нового часу, став релігійний сплеск другої половини XX століття, який поставив під сумнів ідею поступового зникнення релігії паралельно з розвитком науки та технологій. Представники цього умовного напряму свідомо продовжують говорити про секуляризаційні процеси, але утримуються від їх абсолютизації, зосереджуючись на західноєвропейському християнському контексті, а коли говорять про інші історичні контексти, намагаються простежити їхні відмінності від європейського, пояснити, в чому відмінність процесів секуляризації в різних регіонах світу або чому не можна говорити про секуляризацію поза європейським контекстом. Характерними рисами цієї групи є рефлексія над самими теоріями секуляризації поряд із рефлексією щодо секуляризації як явища, виокремлення хибних і перспективних рис у теоріях секуляризації, розведення регіональних наголосів у різних теоріях секуляризації. Цю групу можна назвати посткласичними теоріями секуляризації, і вона є найбільш рефлексивною та філософською (іноді навіть з ухилом до теології) формою теорії секуляризації.
3) Спроба переосмислити динаміку релігійних процесів у контексті теорії раціонального вибору релігії, яка генетично споріднена з теорією секуляризації, але суттєво відрізняється від соціологічного першошляху через надмірну увагу до аргументів із царини економіки (Р. Старк, Р. Фінке, Л. Яннакконе, Е. Грілі).
Можна констатувати, що цілісна теорія секуляризації залишається бажаною метою, але її побудова ускладнена тим, що потребує звернення як до європейської історії, так і до історії інших цивілізацій. Попри ілюзію можливості екстраполяції суто європейської моделі на інші цивілізації, насправді така теорія буде легітимною, якщо досліджувати ті явища в історії не-Заходу, які з'явилися під впливом європейської експансії.

## Погляд православних
Секуляризація зовсім не обов'язково заперечує ідею Бога або релігію, навпаки, вона може позитивно ставитися до релігії, традицій та обрядів, навіть бути підкреслено релігійною. Але в її суті — поділ людського буття на дві сфери: світську та релігійну, що не перетинаються одна з одною. Секуляризм — цей пасинок християнства — є сьогодні, за словами О. Шмемана, справжньою єрессю, викривленням, перебільшенням й тому ушкодженням у своїй основі чогось справжнього, наполяганням на своєму виборі (airesis — грецькою «вибір»), на одному елементі коштом інших, порушенням кафолічності істини, хоча чітких і офіційних думок про це ніхто особисто не висловлював.